# Vättlösa socken
Vättlösa socken i Västergötland ingick i Kinne härad, uppgick 1952 i Götene köping och området ingår sedan 1971 i Götene kommun och motsvarar från 2016 Vättlösa distrikt.
Socknens areal var 33,58 kvadratkilometer varav 33,51 land. År 2000 fanns här 488 invånare. Sockenkyrkan Vättlösa kyrka ligger i socknen.

## Administrativ historik
Socknen har medeltida ursprung. Under medeltiden införlivades Bjurums socken.
Vid kommunreformen 1862 övergick socknens ansvar för de kyrkliga frågorna till Vättlösa församling och för de borgerliga frågorna bildades Vättlösa landskommun. Landskommunen uppgick 1952 i Götene köping som 1971 ombildades till Götene kommun. Församlingen uppgick 2002 i Götene församling.
1 januari 2016 inrättades distriktet Vättlösa, med samma omfattning som församlingen hade 1999/2000.  
Socknen har tillhört län, fögderier, tingslag och domsagor enligt vad som beskrivs i artikeln Kinne härad. De indelta soldaterna tillhörde Skaraborgs regemente, Höjentorps kompani.

## Geografi
Vättlösa socken ligger sydost om Kinnekulle omedelbart söder och sydost om Götene. Socknen är en odlingsbygd med inslag av skog i väster och en skogsbygd i öster.

## Fornlämningar
Från järnåldern finns två gravfält och en domarring.

## Namnet
Namnet skrevs 1366 Wäterlöso och kommer från kyrkbyn. Efterleden är lösa, 'glänta; äng'. Förleden innehåller vätur, 'vatten(drag), sjö'.